# یوزف کریچی
یوزف کریچی (آلمانی: Josef Krejci؛ زادهٔ ۲ مارس ۱۹۱۱ - درگذشته نامشخص) بازیکن هندبال اهل اتریش بود.